# Пам'ятник кельту
Пам'ятник Кельту у Мукачівському замку «Паланок» був встановлений 14 вересня 2018 року. Символізує існування кельтську цивілізацію на Закарпатті, що вперше почала виготовляти вино у краї.

## Опис
Скульптура виготовлена з бронзи. У одній руці Кельт тримає пшеницю, а в іншій — хміль. Також він тримає Кельтський хрест, оскільки вважається, що першими християнами на Закарпатті були кельти.
На таблиці скульптури римськими цифрами написано «MDLXVIII» («1568») — рік, коли вперше було згадано в писемних джерелах про пивоварню, яка діяла у підніжжі Мукачівського замку. Крім того, неподалік Мукачева знаходилося найбільше кельтське городище в Закарпатті — Галіш-Ловачка.